# Paul Cadéac
Paul Cadéac (Agen, 28 de junho de 1918 – Noisy-le-Grand, 9 de janeiro de 2004) foi um produtor e diretor de produção francês.

## Biografia
Paul Cadéac produziu inúmeros sucessos populares do cinema francês das décadas de 1950 e 1960, dirigidos principalmente por André Hunebelle. Paul Cadéac também é diretor de um único longa-metragem, Quai des blondes, em 1954.

## Filmografia
| Ano  | Título                          | Direção                           | Detalhes           |
| ---- | ------------------------------- | --------------------------------- | ------------------ |
| 1948 | Carrefour du crime              | Jean Sacha                        |                    |
| 1953 | Mon mari est merveilleux        | André Hunebelle                   |                    |
| 1954 | Cadet Rousselle                 | André Hunebelle                   |                    |
| 1954 | Quais des blondes               | Paul Cadéac                       | Sua única direção. |
| 1955 | L'Impossible Monsieur Pipelet   | André Hunebelle                   |                    |
| 1955 | Série noire                     | Pierre Foucaud                    |                    |
| 1956 | Mémoires d'un flic              | Pierre Foucaud                    |                    |
| 1956 | Mannequins de Paris             | André Hunebelle                   |                    |
| 1957 | Casino                          | Paris                             |                    |
| 1958 | Taxi, Roulotte et Corrida       | André Hunebelle                   |                    |
| 1958 | Les Misérables                  | Jean-Paul Le Chanois              |                    |
| 1958 | Les femmes sont marrantes       | André Hunebelle                   |                    |
| 1958 | Suivez-moi jeune homme          | Guy Lefranc                       |                    |
| 1959 | Arrêtez le massacre             | André Hunebelle                   |                    |
| 1959 | Le Bossu                        | André Hunebelle                   |                    |
| 1960 | Les Années Folles               | Henri Torrent, Mirea Alexandresco |                    |
| 1960 | Le Capitan                      | André Hunebelle                   |                    |
| 1961 | Le Miracle des loups            | André Hunebelle                   |                    |
| 1962 | Les Mystères de Paris           | André Hunebelle                   |                    |
| 1963 | OSS 117 se déchaîne             | André Hunebelle                   |                    |
| 1963 | Méfiez-vous, mesdames           | André Hunebelle                   |                    |
| 1964 | Banco à Bangkok pour OSS 117    | André Hunebelle                   |                    |
| 1964 | Fantomas                        | André Hunebelle                   |                    |
| 1965 | Furia à Bahia pour OSS 117      | André Hunebelle                   |                    |
| 1965 | Fantomas se déchaîne            | André Hunebelle                   |                    |
| 1966 | Atout cœur à Tokyo pour OSS 117 | Michel Boisrond                   |                    |
| 1967 | Fantomas contre Scotland Yard   | André Hunebelle                   |                    |
| 1967 | Le Vieil Homme et l'Enfant      | Claude Berri                      |                    |
| 1967 | Estouffade à la Caraïbe         | Jacques Besnard                   |                    |
| 1968 | Le Rapace                       | José Giovanni                     |                    |
| 1970 | La Horse                        | Pierre Granier-Deferre            |                    |
| 1975 | Un jour, la fête                | Pierre Sisser                     |                    |